# Værktøjskasse
En værktøjskasse eller værktøjskiste er beregnet til at opbevare værktøj i. Normalt vil man straks tænke på de forskellige udgaver som håndværkere – eller private til gør-det-selv arbejde – bruger til at transportere deres værktøj med rundt til forskellige arbejdspladser med.
Værktøjskasse bruges imidlertid også mere og mere i overført betydning om de metoder – det værktøj fra værktøjskassen – som virksomheder og institutioner kan tage i anvendelse for at fremme et formål, altså et ord eller begreb hyppigt anvendt i managementbranchen. I it- og computerbranchen anvendes ofte det engelske ord toolkit eller toolbox for diverse hjælpeprogrammer eller utilities. 

I artiklen her anvendes ordet dog i dets mere bogstavelige betydning.

## Billeder af forskellige typer værktøjskasser
- Værktøjskasse i træ
- Et udvalg af værktøj anbragt i en plastikbeholder, egnet til "gør-det-selv folket"